# Пая Йованович
Йованович, Павло (Пая) (серб. Павле «Паја» Јовановић; 16 червня 1859, Вршац, Сербія — 30 листопада 1957, Відень, Австрія) — сербський художник, який втілив у своїй творчості реалістичну манеру живопису. Як представник академічного реалізму підтримував традиції академічної школи живопису, незважаючи на те, що навколо нього відбувалися глобальні зміни, світові війни, соціальні катаклізми — зникав світ імперій і висувався новий порядок — революційних, а потім соціалістичних держав. Один з найвідоміших сербських художників. Його інтерес до національного життя, до історичних сюжетів вплинув на освіту в галузі культури і мистецтва, на національну самосвідомість сербів, їх патріотизм. У списку «100 найзнаменитіших сербів» Павло Йованович займає 67 місце.

## Біографія
Народився в місті Вршац Південно-Банатського округу (нині Воєводина, Сербія), що належав у той час Габсбурзької монархії, яка в 1867 році стала іменуватися Австро-Угорщиною. Батько — Стефан Йованович першим шлюбом був одружений з Ернестіною Деот. Вона померла в 1863 році, залишивши трьох синів — Павла (Пая), Светислава і Мілана. На наступний рік Стефан Йованович одружився вдруге з Марією де Понті, яка народила ще п'ятьох дітей — чотирьох синів (Олександра, Джуру, Івана, Тінку) і дочку Софію, яка померла в дитинстві. У молодості займавшись торгівлею, батько нині великого сімейства відкрив фотоательє в центрі Вршца. Після закінчення школи Пая вступив до місцевої гімназії, але не відрізнявся великою старанністю, з великим задоволенням він залишався в фотоательє батька, де познайомився з прийомами фотографування і ретуші.
У цей час у Вршце він міг бачити роботи художників — іконописця Арсенія Теодоровича (1767—1826), Павла Джурковіча, розписаний іконостас в Соборній церкві Вршца (1772—1830), Йована Поповича (1810—1864). Паю подружився з сином Й. Поповича, разом вони стали копіювати роботи старих майстрів, вивчали живопис, робили перші начерки. Так Пая почав малювати, спочатку таємно, проводячи години в Соборній церкві. Скоро йому випала нагода проявити свій талант. У громаді Вршца було вирішено заново відлити дзвони, і потрібно було намалювати копію ікони з церкви для створення рельєфу на тілі дзвону. Пая блискуче впорався із завданням і отримав це замовлення, що стало своєрідним пропуском в світ живопису і негласним дозволом вступити до Віденської академії мистецтв. Йому було 14 років.
Завершивши гімназійний курс і відвідуючи художню школу професора Малхолдса, в 1877 році Пая вступив до Віденської академії мистецтв, яка переживала свій розквіт. За підтримки імператора Франца-Йосифа I Академія отримала статус вищого художнього навчального закладу країни, в 1877 році була закінчена споруда нового будинку Академії на Рінгсштрассе, в якому вона розташовується донині. В Академії була проведена реформа навчання студентів — було введено поділ на загальні і спеціальні предмети. Серед спеціальних з'явилися класи історичного живопису, пейзажу, графіки, скульптури, архітектури, як профільні. За основу була взята модель Дюссельдорфської академії мистецтв, яка дозволяла створювати невеликі групи студентів в класах і забезпечувати їм найкращі умови для консультацій з майстром (професором) і вдосконалення майстерності. Пая Йованович записався в клас історичного живопису, який вів професор Крістіан Гріппенкерль. 21 липня 1880 паю Йованович отримав диплом, який підтверджує, що він успішно закінчив цей курс. На першому році навчання Пая Йованович претендував на стипендію мецената Христофора Фіфмана в 300 флоринів, але її отримав Урош Предич, який навчався на курс старше, який також став згодом відомим художником. На наступний рік Йованович отримав більш скромну стипендію в 200 флоринів від мецената Гаврила Романовича, яка виплачувалася йому до 1883 року. Після закінчення навчання у Гріппенкерля Пая 3 роки провів в класі історичного живопису професора Леопольда Карла Мюллера, який зажив слави орієнтальними композиціями, успішно що продавалися в картинних галереях Європи.
Пая Йованович багато подорожував — в своїх мандрах по Балканах він знаходив натхнення для своїх робіт. Будучи студентом Віденської академії мистецтв він подорожував по узбережжю Чорногорії, був в Албанії, Боснії, східній і південній Сербії. Він багато працював над ескізами та цікавився повсякденним життям і звичаями балканських народів. Він намагався детально замальовувати костюми, прикраси, зброю. Велику увагу приділяв і оточуючим його пейзажам. По закінченню першого року навчання в класі Мюллера, картина «Поранений чорногорець» була показана на звітній виставці і Пая Йованович отримав другу премію. На наступний рік Пая Йованович представив картину «Гусляр» і знову отримав премію.

## Художня кар'єра і визнання
Після закінчення Академії перед ним постав вибір, як далі розпоряджатися своєю долею — він міг повернутися в рідні краї, за прикладом Уроша Предіча. Однак в цьому випадку він залишився б регіональним художником балканських народів і Габсбурзької монархії, в кінці 19 століття сербський живопис в основному зводився до релігійного живопису. Тому основними жанрами тут були портрет і ікона. Інший шлях — залишитися в європейській столиці живопису і створювати кар'єру академічного художника. Успіхи Йовановича в його останні роки навчання, а також його амбітність зумовили вибір. Паю Йованович працював у Відні, Мюнхені, Парижі, Лондоні, де написав численні портрети. У Лондоні Йованович познайомився з галеристом Томасом Уоллісом, з яким співпрацював до 1889 року. За пропозицією Уолліса художник знову відправився в подорож по Балканам — побував в Чорногорії в 1885 році, а в 1886 відправився ще далі — відвідав північну Африку, Марокко і Єгипет. Потім Йованович переїхав до Парижа і перейшов до іншого галериста Артура Туту. Полотна художника користувалися популярністю, його участь в виставках була вдалою — Пая Йованович нагороджувався преміями. У 1889 році на виставці у Відні картина «Півнячий бій» отримала золоту медаль. На державній виставці в Парижі картина «Коронація царя Душана» також була удостоєна золотої медалі. На ювілейній виставці, що відбулася у Відні в 1908 році Пая Йованович отримав почесний диплом міністерства культури Австрії.

## Список картин
| Рік       | Назва                              | Оригінал                                 | Примітка |
| --------- | ---------------------------------- | ---------------------------------------- | --- |
| 1882      | Поранений чорногорець              | Ranjeni Crnogorac                        | Перша картина, що принесла художнику успіх. Отримала першу премію Академії і була придбана магнатом з Будапешта за 1000 форинтів. Полотно, олія; 186 × 114см (Галерея Матиці сербської, Новий Сад)                                                                                            |
| 1900      | Коронація короля Душана            | Krunisanje Cara Dusana                   | Картина була удостоєна золотої медалі на Всесвітній виставці в Парижі в 1900 році. Надалі було створено кілька варіацій і авторських копій картини. На Першій виставці югославського мистецтва в Белграді в 1904 році картина зайняла перше місце за композицію, малюнок і техніку.           |
| 1895      | Таковське повстання                | Takovo ustanak                           | |
|           | Вишивальниця                       | Vezilja                                  | |
|           | Півнячий бій                       | Borba petlova                            | Картина нагороджена золотою медаллю на виставці у Відні у 1889 році |
| 1896      | Переселення сербів                 | Seoba srba                               | Картина була замовлена парламентським комітетом Карловіца на чолі з Патріархом Сербським Георгієм Бранковичем. Було вирішено увічнити грандіозне Велике переселення сербів на чолі з Карловицьким патріархом Арсенієм III в 1690 році. В даний час зберігається в Національному музеї Сербії. |
| 1888      | Повернення чорногорців після бою   | Povratak cete crnogoraca iz boja         | |
|           | Приборкувач змій                   | Ukrotitelj zmija                         | |
| 1890      | Весела компанія в корчмі           | Veselo drustvo u krcmi                   | |
| 1886      | Прикраса нареченої                 | Kicenje neveste                          | |
|           | Фехтування                         | Мачевање                                 | |
| 1890      | Сокольничий                        | Sokolar                                  | |
|           | Жінка перед дзеркалом              | Zena pred ogledalom                      | |
|           | Святий Сава мирить братів          | Sveti Sava miri bracu                    | Епізод з життя святого Сави Сербського, що припинив громадянську війну між двома своїми братами Стефаном II Неманичем і Вуканом Зетським. |
|           | Святий Сава коронує Стефана        | Sveti Sava krunise Stevana prvovenchanog | У 1219 році архієпископ Сава Сербський коронував свого брата Стефана православним королем сербів в монастирі Жича. |
|           | Карагеоргій серед повстанців       | Karadjordje medju ustanicima             | |
|           | Королевич Марко вершить правосуддя | Kraljevic Marko deli prvdu               | |
| 1889—1912 | Кровна помста                      | Krvna osveta                             | |
| 1922      | Бошко Югович                       | Boško Jugović                            | Картина зображує прапороносця царя, одного з дев'яти братів Юговичів, героїв сербського епосу, загиблих в битві при Косово в 1389 році. |